# Bironella confusa
Bironella confusa is een muggensoort uit de familie van de steekmuggen (Culicidae). De wetenschappelijke naam van de soort is voor het eerst geldig gepubliceerd in 1951  door Johanna Bonne-Wepster.